# Ракиловці
Ра́киловці (болг. Ракиловци) — село в Перницькій області Болгарії. Входить до складу общини Ковачевці.

## Населення
За даними перепису населення 2011 року у селі проживали 66 осіб, усі — болгари.
Розподіл населення за віком у 2011 році:
Динаміка населення: